# Zaboukh
Zaboukh (en azéri : Zabux) est un village d'Azerbaïdjan, situé dans le raion de Latchine. De 1992 à 2020, c'était une communauté rurale de la région de Kashatagh, dans la république du Haut-Karabagh, sous le nom d'Aghavno (en arménien : Աղավնո).

## Géographie
Le village est situé dans le corridor stratégique de Latchine qui relie l'Arménie au Haut-Karabagh, à 7 km au sud de Latchine.

## Toponymie
Zaboukh est aussi le nom de l'affluent de la rivière Hakari qui coule près du village. Après le passage sous contrôle arménien en 1992, le village est rebaptisé Aghavno, qui est l'un des noms de la rivière Hakari. À partir de 2016, il est officiellement connu sous le nom d'Ariavan (en arménien : րիավան).

## Histoire
En 1992, au cours de la première guerre du Haut-Karabakh, le village est détruit et sa population azerbaïdjanaise prend la fuite. Il passe alors sous le contrôle des forces arméniennes et est intégré à la région de Kashatagh, dans la république du Haut-Karabagh. Un poste-frontière est établi au nord-ouest du village sur la route reliant l'Arménie au Haut-Karabagh. Les autorités de Stepanakert reconstruisent alors au-dessus de la rive nord de la rivière, en face des ruines de l'ancien village, une nouvelle colonie peuplée en partie par des Libano-Arméniens et inaugurée en septembre 2016 sous le nom d'Ariavan.
Conformément à l'accord de cessez-le-feu du 10 novembre 2020 qui met fin à la deuxième guerre du Haut-Karabagh, le raion de Latchine est restitué à l'Azerbaïdjan le 1er décembre suivant. Cependant, le corridor de Latchine est maintenu comme lien terrestre entre l'Arménie et le Haut-Karabagh et placé sous la responsabilité des forces russes de maintien de la paix qui installent un poste à Aghavno. 
Environ 200 Arméniens demeurent alors dans le corridor de Latchine, dont une quarantaine d'entre eux à Aghavno. En 2022, les Arméniens sont environ 125 dans le village dont le statut reste incertain car une nouvelle route est en cours de construction qui modifiera les limites du corridor de cinq kilomètres de large, laissant Zaboukh en dehors de celui-ci. Le 10 août suivant, après de nouveaux affrontements armés au nord du corridor, les autorités du Haut-Karabagh donnent l'ordre d'évacuation aux habitants d'Aghavno qui quittent tous le village le 25 août. Le lendemain, Latchine, Sous et Zaboukh repassent sous le contrôle de l'Azerbaïdjan. Les autorités azerbaïdjanaises font alors reconstruire le village pour y accueillir ses nouveaux habitants à partir de septembre 2023.

## Sites et monuments
L'église des Saints-Martyrs s'élève sur un promontoire à l'écart du village à l'ouest, près du pont qui enjambe la rivière. Achevée et consacrée en 2002, elle est dédiée aux combattants tombés pour la libération du Haut-Karabagh dont les noms sont inscrits sur quatre stèles formant un mémorial situé près de l'édifice religieux.